# Iglesia protestante en los Países Bajos
La Iglesia Protestante en los Países Bajos (neerlandés: Protestantse Kerk in Nederland, abreviado PKN) es el resultado de una fusión de la Iglesia reformada neerlandesa (Nederlandse Hervormde Kerk, NHK), las Iglesias Reformadas en los Países Bajos (Gereformeerde Kerken in Nederland, GKN) y la Iglesia Evangélica Luterana en el Reino de los Países Bajos (Evangelisch-Lutherse Kerk in het Koninkrijk der Nederlanden). La fusión se hizo oficial y entró en vigor el 1 de mayo de 2004, después de un largo acercamiento entre las tres organizaciones.
En el momento de su formación, el PKN consistía en alrededor de 2000 congregaciones con unos 2 300 000 miembros, aproximadamente el 13,5% de la población neerlandesa. Después de la Iglesia católica, es la segunda iglesia más grande en los Países Bajos. La PKN es la Iglesia a la que pertenece la Familia Real Neerlandesa.

## Gobierno eclesiástico
Es una mezcla del sistema de gobierno de la iglesia presbiteriana y congregacionalista practicado dentro de las congregaciones reformadas, y una organización política independiente de tipo episcopal practicada por las congregaciones luteranas con un sínodo especial autónomo y estos se unen entre sí en una unión federal en el sínodo PKN.

## Presidentes y directivas
El primer presidente de la Iglesia Protestante fue el reverendo Jan-Gerd Heetderks, expresidente del sínodo reformado, estuvo en el cargo como presidente del sínodo General hasta el 19 de abril de 2007; sucedido por el Rev. Gerrit de Fijter, y como Vicepresidente fue elegida la Reverenda Arenda Haasnoot. El Rev. Fijter se mantuvo en su cargo hasta el 23 de abril de 2009 sucedido por el Rev. Peter Verhoeff. El portavoz principal de la iglesia es también el secretario del sínodo general de la Iglesia Protestante, cargo ocupado por Arjan Plaisier hasta el 7 de junio de 2008 cuando fue sucedido por Blas Plaisier.

## Tipos de comunidades
El PKN tiene cuatro tipos de comunidades:
- Parroquias Reformadas
- Iglesia Reformadas
- Comunidades Evangélico-Luteranas y
- Congregaciones protestantes

Los tres primeros tipos de comunidades existieron hasta 1 de mayo de 2004; respectivamente correspondían a la Iglesia reformada neerlandesa, las Iglesias Reformadas en los Países Bajos y la Iglesia Evangélica Luterana.
Respecto a las comunidades luteranas son especiales, ya que están federadas en el Sínodo Luterano que es un sínodo autónomo, el cual tiene representantes en el Sínodo PKN.

## Orientación doctrinal
Las congregaciones de origen reformado tienen orientación calvinista, acogiendo una tendencia Neo-calvinista, de línea media o mainline; con respecto a las congregaciones luteranas han conservado su orientación netamente luterana. 
El PKN es una denominación que contiene tanto movimientos liberales como conservadores. Las congregaciones locales tienen amplias facultades para "controvertir" asuntos (tales como si las mujeres son admitidas como miembros del consistorio de la congregación o la bendición de uniones homosexuales).

## Congregaciones al margen de la fusión
Varias congregaciones se mantuvieron al margen de la fusión o se han separado de La PKN. Es así en el caso de algunas parroquias miembros de la Iglesia reformada neerlandesa que se han organizado en la Iglesia Reformada Restaurada (Hersteld Hervormde Kerk HHK). Las estimaciones acerca de sus miembros varían de 35 000 a 70 000 personas en cerca de 120 congregaciones locales. No están de acuerdo con el pluralismo de la Iglesia unificada, lo estiman contradictorio a la doctrina reformada; este grupo también considera el matrimonio entre personas del mismo sexo y el clero femenino como no bíblicas.
Sólo las congregaciones pertenecientes a las antiguas Iglesias Reformadas en los Países Bajos tienen el derecho legal de separarse de la PKN sin perder sus propiedades, durante un período de transición de 10 años.
Además cinco congregaciones más, han decidido formar la Iglesia Reformada en los Países Bajos Continuada (en neerlandés: Voortgezette Gereformeerde Kerken in Nederland), con unos 3400 miembros.
Algunas minorías dentro de las congregaciones que ingresaron en la PKN decidieron dejar la iglesia y asociarse a título individual a una de las otras iglesias reformadas.

## Asociaciones a las cuales se encuentra afiliada
- Consejo Mundial de Iglesias
- Alianza Mundial de Iglesias Reformadas
- Federación Luterana Mundial